# Muhammad Baqir al-Sadr
Muhammad Baqir al-Sadr (arabiska: السيد محمد باقر الصدر), född 1 mars 1935 i Kazimain, död 9 april 1980, var en irakisk shiamuslimsk ayatolla, filosof och sayyid. Han har skrivit bland annat boken Vår filosofi. Hans familj kom ursprungligen från Jabal Amil i Libanon. År 1945 flyttade han till islams heliga stad Najaf där han skulle tillbringa resten av sitt liv. När han var tio år höll han föreläsningar om islamisk historia. Vid elva års ålder studerade han logik. Vid 25 års ålder blev han klar med sina religiösa studier i hawza och började undervisa. År 1980 arresterades al-Sadr tillsammans med sin syster Bint al-Huda och de blev senare avrättade av Saddam Husseins regering.